# Alfonso Boschi
Pour les articles homonymes, voir Boschi.

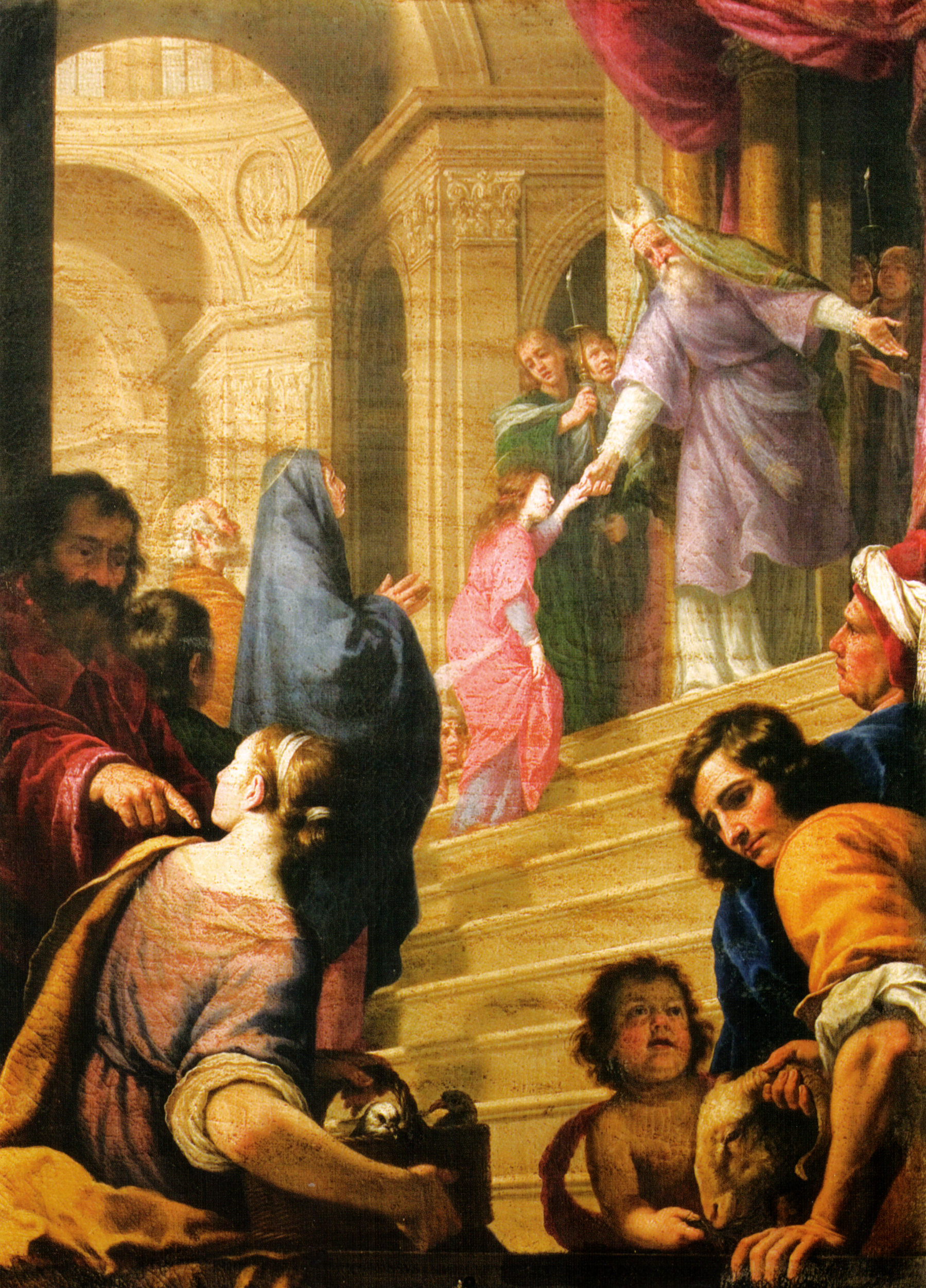
Présentation de Marie au Temple,
Chiesa dei Santi Michele e Gaetano

Alfonso Boschi (Florence, 1615 - Rome, 1649) est un peintre italien baroque du XVIIe siècle, qui fut actif à Florence.

## Biographie
Alfonso Boschi fut l'élève de son frère Francesco Boschi.

## Œuvres
- Présentation  de Marie au  Temple, église dei Santi Michele e Gaetano, Florence.
- Retable dans l'église Santa Maria Maddalena dei Pazzi, Florence (en remplacement d'œuvres anciennes plus marquantes).

## Sources
- (en) Cet article est partiellement ou en totalité issu de l’article de Wikipédia en anglais intitulé « Alfonso Boschi » (voir la liste des auteurs).